# Borda de Pau (Estavill)
La Borda de Pau és una borda del terme municipal de la Torre de Cabdella, a l'antic terme de la Pobleta de Bellveí, al Pallars Jussà.
És una de les bordes que integren el conjunt de les Bordes d'Estavill; estan situades al sud del poble d'Estavill i a l'oest de la Pobleta de Bellveí, a la carena del Serradet del Far, en el seu extrem sud-est.
Conserva les parets mestres i bona part de la teulada, però està abandonada i buida.